# Systoechus vulpinus
Systoechus vulpinus är en tvåvingeart som beskrevs av Becker 1910. Systoechus vulpinus ingår i släktet Systoechus och familjen svävflugor. Inga underarter finns listade i Catalogue of Life.